# Erich Neumann (Mediziner)

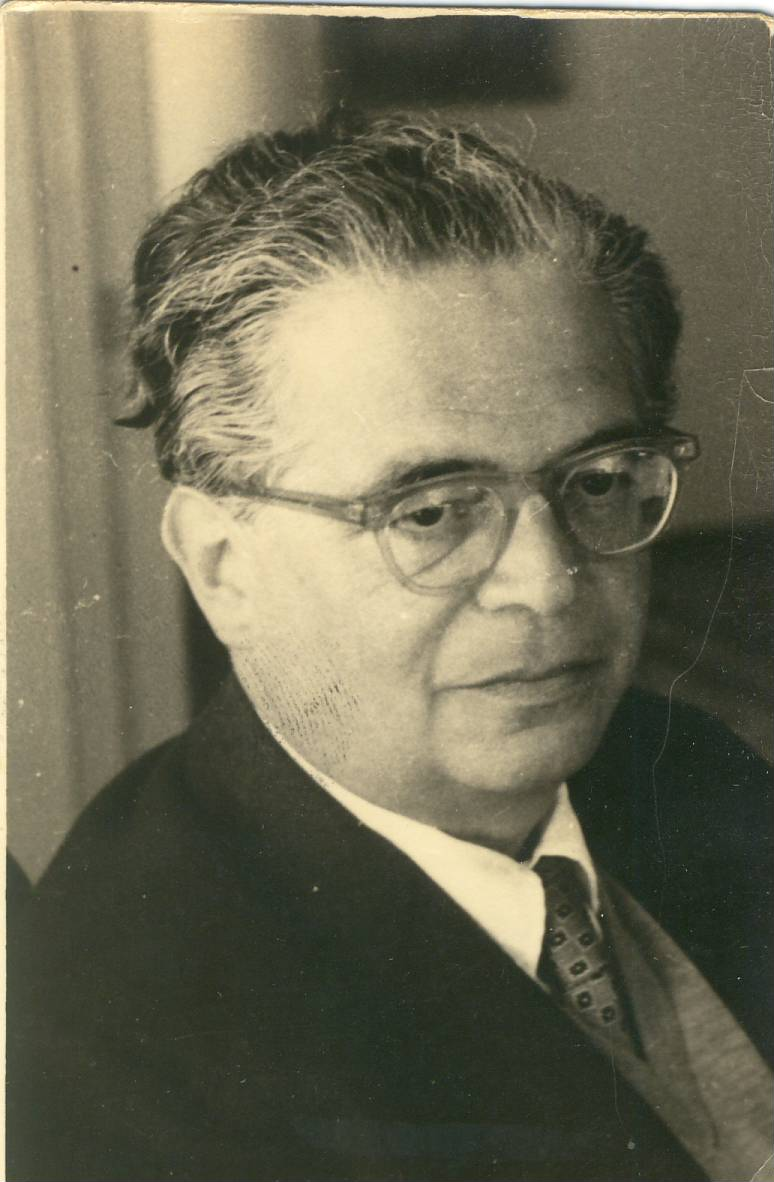
Erich Heinz Ignaz Neumann,

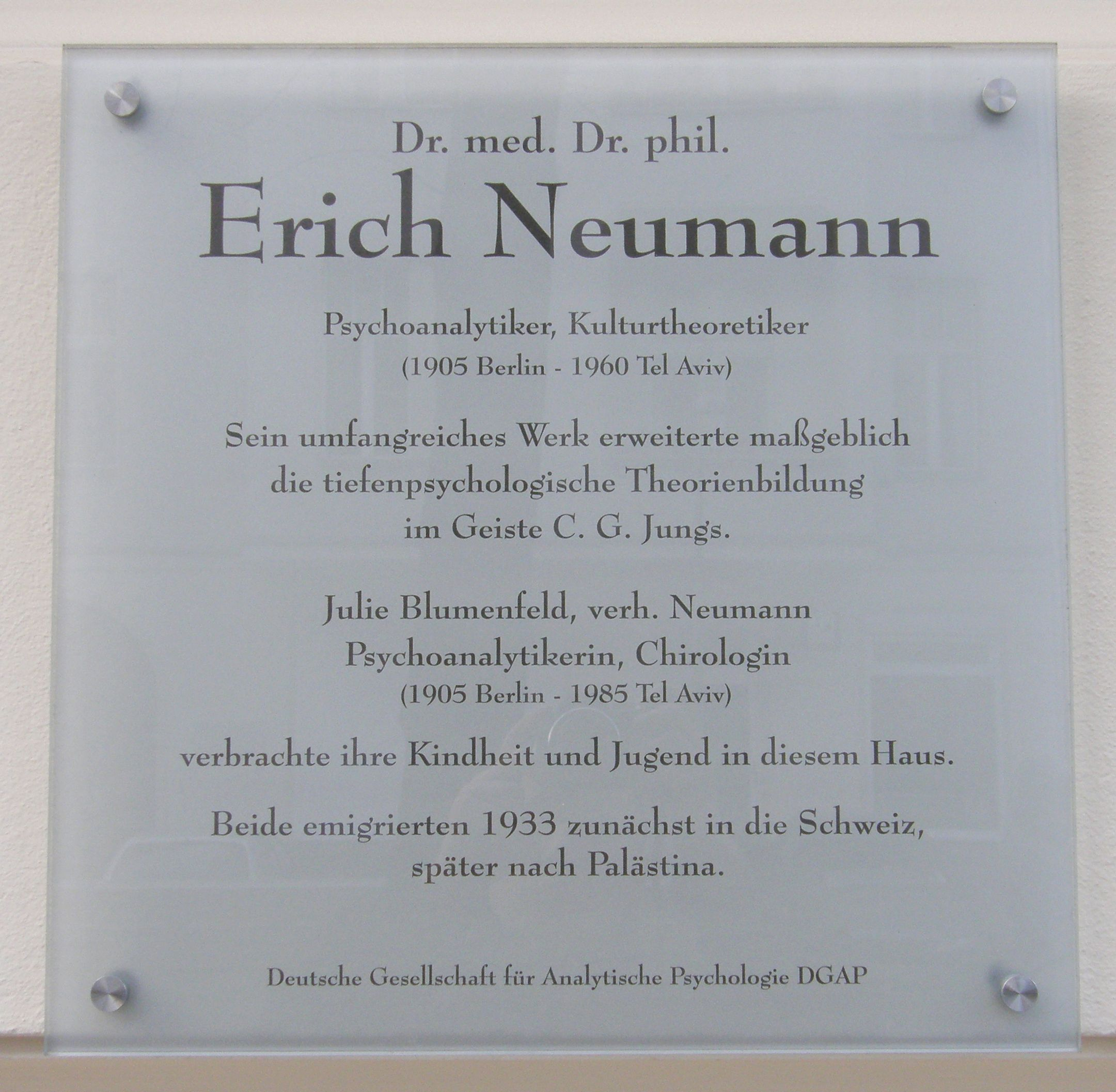
Gedenktafel in der Pariser Straße in Berlin

Erich Heinz Ignaz Neumann (hebräisch אריך היינץ איגנץ נוימן; * 23. Januar 1905 in Charlottenburg; † 5. November 1960 in Tel-Aviv) war ein deutsch-israelischer Psychoanalytiker. Er gilt als der bedeutendste und vor allem eigenständigste Schüler C. G. Jungs. Neumann gelang es, eine eigene Schule zu gründen. Er wollte das fachliche Erbe seines Mentors Jung antreten, starb jedoch ein Jahr vor ihm.

## Leben
Erich Neumann wurde in der elterlichen Wohnung in der Joachimsthaler Straße 30 in Charlottenburg geboren. Seine Eltern waren der jüdische Kaufmann Eduard Neumann (1866–1937) aus Schlochau (Westpreussen), und dessen Ehefrau Selma geb. Brodnitz (1872–1955) aus Posen. Er studierte Philosophie, Psychologie und Medizin. Im Jahr 1927 wurde er mit der Arbeit Johann Arnold Kanne, ein vergessener Romantiker. Ein Beitrag zur Geschichte der mystischen Sprachphilosophie von der Universität Erlangen zum Doktor der Philosophie promoviert.
In Heidelberg gehörte er zum Freundeskreis von Hannah Arendt. Ein Kreis der sich um das Jahr 1928 bildete, nachdem Hannah Arendt ihren Studienort zu Karl Jaspers gewechselt hatte.
Durch sein Interesse an der Tiefenpsychologie wandte er sich hiernach dem Studium der Medizin, in Berlin an der Friedrich-Wilhelms-Universität, zu. Er beendete das Medizinstudium, Anfang 1933, mit dem 1. Staatsexamen. Weitere praktische Tätigkeiten und der Abschluss des regulären Medizinstudiums blieben ihm aber wegen der Verfolgung durch den Nationalsozialismus verschlossen. Jahrzehnte später wurde ihm, nach langjähriger psychotherapeutischer Tätigkeit, das Medizinstudium ad honorem zuerkannt.
1933 begab er sich in die Schweiz, wo er in den Jahren 1933/34 eine tiefenpsychologische Ausbildung bei Carl Gustav Jung erhielt. 1934 zwangen ihn die Verhältnisse in Deutschland, nach Palästina zu emigrieren, wo er in Tel Aviv eine Privatpraxis für Psychotherapie unterhielt.
Große Verbreitung fand besonders die Ursprungsgeschichte des Bewusstseins (1949). Sie zählt zu den Werken, die als Grundlage verschiedener tiefenpsychologischer Literatur betrachtet werden. Neumann legt in der Ursprungsgeschichte dar, wie Menschheitsmythen als symbolische Darstellung der Bewusstseinsentwicklung des Menschen verstanden werden können.
Von 1948 bis zu seinem Todesjahr 1960 beteiligte sich Neumann mit vierzehn Vorträgen an den Eranos-Tagungen. Erich Neumann verstarb an den Folgen eines Nierenzellkarzinoms.
1928 heirateten Erich Neumann die damalige Säuglingsschwester und spätere Psychoanalytikerin und Chirologin Julie Blumenfeld (1905–1985). Der Ehe entstammen zwei Kinder.

## Veröffentlichungen (Auswahl)
- Tiefenpsychologie und neue Ethik. Rhein, Zürich 1949.
- Der mystische Mensch. In: Eranos-Jahrbuch 1948. Band 16, 1949, S. 317–374.
- Ursprungsgeschichte des Bewusstseins. Mit einem Vorwort von C.G. Jung. Rascher, Zürich 1949.
- Apuleius: Amor und Psyche. Mit einem Kommentar von Erich Neumann. Ein Beitrag zur seelischen Entwicklung des Weiblichen. Rascher Verlag, Zürich 1952.
- Umkreisung der Mitte. 3 Bde., 1953/54.
- Die große Mutter. Der Archetyp des großen Weiblichen. Rhein, Zürich 1956
- Der schöpferische Mensch. 1959.
- Die archetypische Welt Henry Moores. 1961, postum veröffentlicht.
- Krise und Erneuerung. 1961, postum veröffentlicht.
- Das Kind. Struktur und Dynamik der werdenden Persönlichkeit. 1963, postum 1980 veröffentlicht.
- Kulturentwicklung und Religion. S. Fischer, Frankfurt am Main; Neuausgabe 1984.